# 聖弗朗西斯科市 (蘇利亞州)

聖弗朗西斯科市（西班牙語：Municipio San Francisco），是委內瑞拉的一個市，位於該國西北部蘇利亞州，首府設於聖弗朗西斯科，始建於1995年1月22日，面積161.89平方公里，2011年人口446,757，人口密度每平方公里2,759.63人。